# Den Ham (Westerkwartier)
Den Ham (Gronings: 'n Haam) is een wegdorp met lintbebouwing in de gemeente Westerkwartier in de Nederlandse provincie Groningen. Het dorp ligt aan de weg van Aduard naar Saaksum. Den Ham telt 140 inwoners (1 januari 2023). De inwoners worden Hamsters genoemd.
Er liggen twee plaatsen Den Ham in de provincie Groningen, de andere ligt in de gemeente Westerwolde, tegen de grens met Duitsland.

## Geschiedenis
De naam Den Ham zou slaan op een afgebakend (omheind) of aangeslibd stuk land, maar werd vroeger in ruimere zin ook gebruikt voor een plaats of dorpsgemeente. De vermoedelijke oude naam van Den Ham is Horham, dat in een kerkelijk register uit omstreeks 1475 voorkomt. Hor is waarschijnlijk een vervorming van 'hore', wat Oudfries voor "slijk" is.
Het dorp bestond vanouds uit drie gehuchten, Altenaauw, De Knijp en Biggestaart:
- Altenaauw (ook Altenauw) is een huiswierde ten oosten van het dorp richting Fransum, waarvan de herkomst van de naam onbekend is. Mogelijk verwijst de naam naar een vernauwing van het water aldaar. Vanaf Altenaauw liep vroeger een dijk naar het zuidoosten langs de boerderijen Nijenhuis (Nienhuis) en Arbere (ten noordwesten hiervan ligt nog een oude kolk ten teken van een dijkdoorbraak) naar  't Mollennöst ten westen van het gehucht Fransumer Voorwerk. Ten oosten daarvan lag het vroegere schiereiland Middag.
- De Knijp (Gronings: Kniep) was de noordelijke buurt van Den Ham, gelegen ten westen van Altenaauw, Op het Kniep lag o.a.het Armenhuis, Sietse Veldstraweg 19,21 en 23.

In de koopakte van nr 23 uit 1844 en het bestek van het Armenhuis wordt Knijp vermeld. (Rijksarchief Hervormde gemeente Aduard-Den Ham en Fransum). Vroeger liep er een dijk van de Knijp door het land naar de Spanjaardsdijk. Deze dijk is goed terug te zien op google earth. De oude naam van De Knijp is Knipe. De naam Knijp betekent volgens Acker Stratingh "waterkering", "dam" of "dijk". In dit geval is het deze oude dijk. Altenaauw verwijst waarschijnlijk naar een vernauwing van de Kliefsloot, die globaal stroomt langs het tracé van de Sietse Veldstraweg, de hoofdweg door Den Ham. Knijpen werden vaak aangelegd in slecht bevaarbare wateren als een soort stuwen die open werden gezet voor schepen wanneer zich er genoeg water achter had verzameld, zodat ze op de boeggolf naar een volgende stuw (klief) konden varen (zoals bijvoorbeeld in de Hunze/Schuitendiep). Of dit hier ook het geval is wordt niet genoemd. Wel is bekend dat klieven hier wel de bedoeling hadden om de stroming te beperken. Vroeger heette ook een streekje ten noorden daarvan De Knijp. Dit streekje lag ten zuiden van de Jensemaweg, nabij de Siboltsmaheerd, Haijemaheerd en de oude vermaning waar in 1574 de Humstervrede werd gesloten.
- Biggestaart (Gronings: Bikstaart) was de benaming voor de zuidelijke buurt van Den Ham, gelegen rond wat nu de ijsbaan is. De kerk en pastorie hoorden hier toen nog niet bij, maar waren door weilanden gescheiden van Biggestaart. De De naam is waarschijnlijk gekozen vanwege de vorm ervan. De oostelijke verlenging van Niezijl richting Noordhorn werd vroeger ook wel Biggestaart of Blickstaart genoemd.

De Knijp en Biggestaart zijn beide ontstaan langs een oude Humsterlanddijk langs de Kliefsloot en zijn in de jaren 1920 aaneengegroeid tot het dorp Den Ham. De afloop naar de Kliefsloot is duidelijk zichtbaar in het hoogteverschil ten oosten van het dorp. In de jaren 1930 verdween de naam Biggestaart van de kaart en in de jaren 1960 de naam De Knijp ook. De laatste nieuwe bebouwing van het dorp vond plaats in de jaren 1980. Den Ham bestaat voornamelijk uit vrijstaande huizen, die vooral aan oostzijde van de Sietse Veldstraweg zijn gebouwd.
Ten zuiden van het dorp stroomt de Hamstertocht en liggen de oude polders Noorderham en Zuiderham (officieel het waterschap Alberdapolder), die sinds de jaren 1930 van elkaar worden gescheiden door het Van Starkenborghkanaal. Door Noorder- en Zuiderham loopt ook de Spanjaardsdijk die ofwel vernoemd is naar een huis genaamd 'Spanje' of afkomstig is van de geslachtsnaam 'Spanjer'. Deze dijk liep oorspronkelijk van de Munnekedijk bij Den Horn (tussen Den Horn en Nieuwbrug) tot aan de Piloersemaborg, maar is nu door het kanaal in een noord- en een zuiddeel gescheiden. Vanaf de Piloersemaborg loopt de weg verder door langs de Kliefsloot naar Saaksum. De boerderij Zuiderham werd in 1871 gebouwd en vormde tijdens de reformatie een schuilplaats van monniken van het klooster van Aduard. Er bevindt zich nu een boerengolfbaan. De huiswierden waarop Noorder- en Zuiderham staan zijn beschermd.
Het dorp was in de 19e eeuw de woonplaats van dominee Frans Koppius (1809-1851), die onder meer de oudst bekende versie (de "Groninger codex") van de Kroniek van Bloemhof wist te kopen, die na zijn dood door zijn vader Wibrandus Joannes Koppius werd geschonken aan de Universiteitsbibliotheek Groningen. Naar Koppius is de Ds. Koppiusweg in Den Ham vernoemd.
| 237¹ | 344¹ | 362¹ | 437¹ | 426¹ | 403¹ | 353¹ | 354¹ | 163 | 186 | 228 | 185 | 130 | 140 | 120 | 130 | 280 | 287 | 135 | 140 | 120 |
| Data afkomstig van volkstellingen.nl, gemeente Westerkwartier & CBS. ¹incl. buiten kom (De Knijp, 'Hamster Voorwerk' (1879) en (Hamster-)Tolhek) |      |      |      |      |      |      |      |     |     |     |     |     |     |     |     |     |     |     |     |     |

## Bebouwing
Het kerkje van het dorp stamt in eerste aanleg uit de 16e eeuw, maar werd in 1729 bijna geheel herbouwd. Het staat boven op een nog geheel gave wierde, die gelegen is op een oude oeverwal, die vroeger buitendijks lag. De kerk lag net als de ernaast gelegen pastorie tot de eerste helft van de Twintigste Eeuw buiten het dorp, aan de zuidwestelijke rand van het oude gehucht Biggestaart. Onder het koor van de kerk ligt de oude grafkelder van de familie De Mepsche.
Ten noordwesten het dorp staat de Hamster- of Piloersemaborg, de enige overgebleven borg binnen de voormalige gemeente Zuidhorn. De borg stond oorspronkelijk ongeveer 100 meter westelijker in een weiland waar nu nog een (beschermde) wierde ligt. In 1633 werd de huidige borg gebouwd door Johan de Mepsche. Tussen 1837 en 1991 was de borg in handen van de familie Wieringa (verworven door 'Tun van Beswerd'). Sinds de jaren 1990 is er een hotel en zalenverhuur in gevestigd.
Op het Knijp staat het Armenhuis van de Nederlands Hervormde gemeente van Aduard-Den Ham en Fransum, deze woning die pal op de weg staat bestond uit 3 woningen.
In het zuiden van het dorp ligt de ijsbaan op de plek waar vroeger het haventje van Den Ham lag. Hier stonden vroeger onder andere een reeds lang afgebroken schippershuis met ertegenover op de hoek van de Sietse Veldstraweg smederij Leutscher (opgericht voor 1800), die is afgebroken in 1970. Nabij (Ds. Koppiusweg 2-4) staat nog wel het pand van de boerderij-bakkerij-kruidenierszaak van de firma W.E. Dijk, waarvan de boerderij in 1991 werd gesloten.
In Den Ham stond tot 1628 een korenmolen, een zetelkruier. Later is er opnieuw sprake van een korenmolen, ditmaal een beltmolen met bakkerij. Deze werd in 1925 gesloopt. Zeer ver ten oosten van het dorp, aan het Aduarderdiep staat de poldermolen De Eolus.
In 1887 werd door Jan Noorman een schaatsenfabriekje gebouwd bij een wagenmakerij. Dit fabriekje maakte de bekende Noormanschaatsen. Deze schaatsen werden onder andere betrokken van de Friese schaatsenmakerijen Jan Nijdam uit Akkrum en bij de gebroeders Kuipers in Garijp. Inwoners van Den Ham vervulden 's winters vaak thuiswerk voor de fabriek. Later verhuisde de fabriek naar Roden. In het dorp waren ook een smederij gevestigd (afgebroken in 1970) en een café (Vredenrust). Het dorp heeft ook een rederijkerskamer gehad, genaamd L.U.N.A.
Vanaf 1626 stond nabij de kerk een openbare eenklassige kosterijschool. In 1830 werd een nieuwe school gebouwd, die tot 1950 werd gebruikt. Dat jaar werd een nieuw gebouw met twee klassen gebouwd, maar het aantal leerlingen nam af in de decennia erop en eind 1969 sloot de school en moesten de leerlingen voortaan naar Aduard.

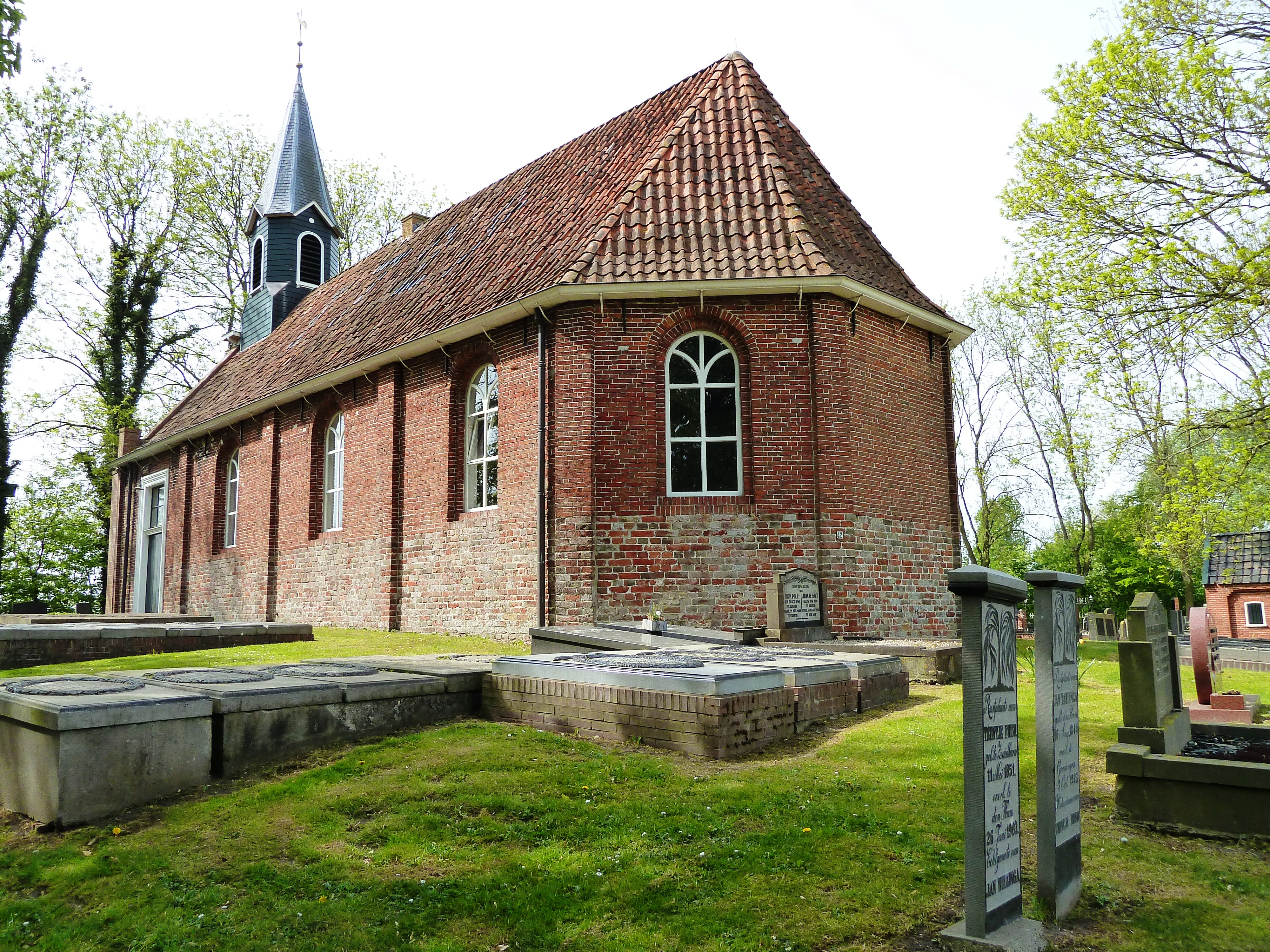
Hervormde kerk
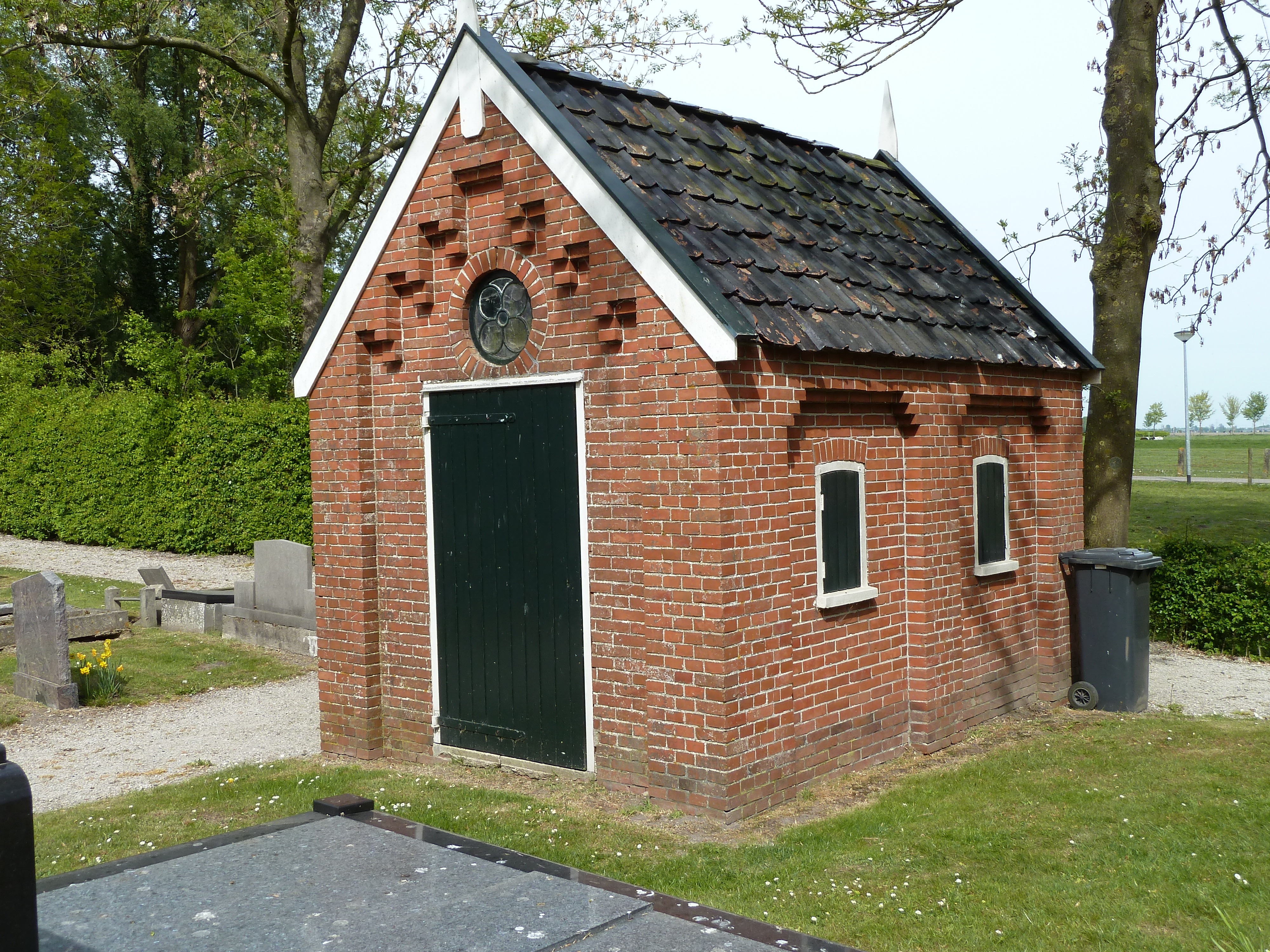
baarhuisje op het kerkhof van Den Ham
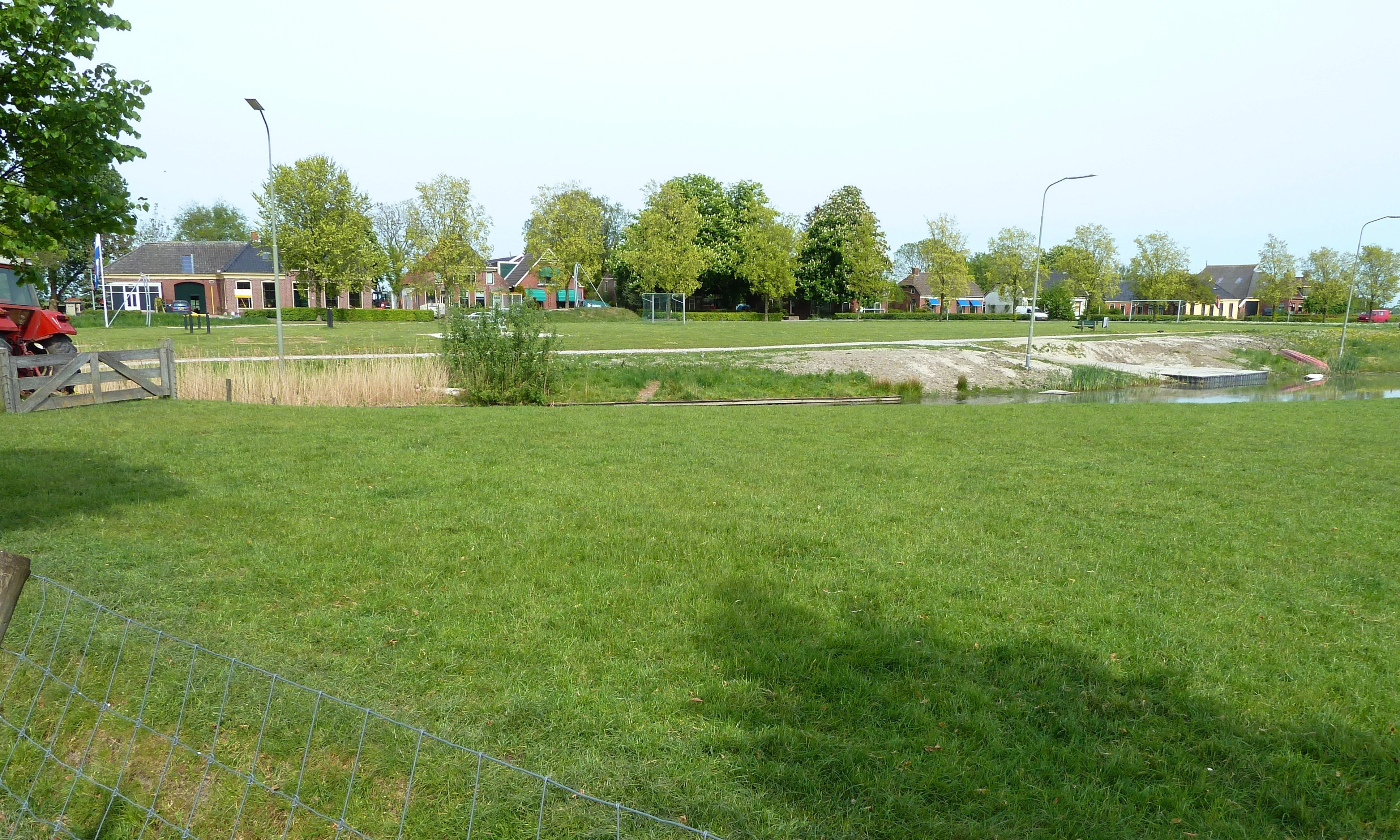
Huizen langs de Sietse Veldstraweg (hoofdstraat) gezien over de ijsbaan vanaf de Ds Koppiusweg
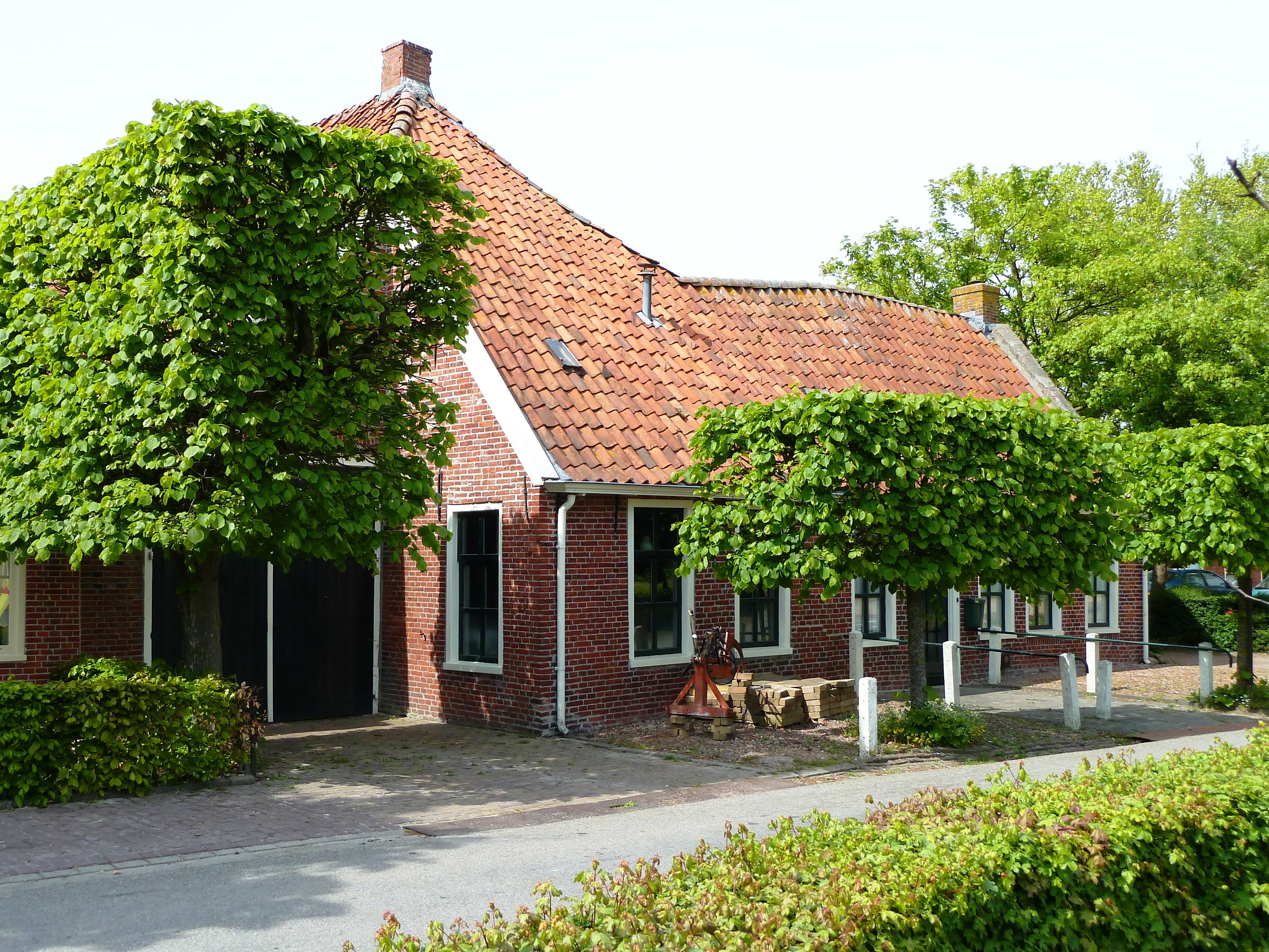
De oude bakkerij-kruidenierszaak van de firma W.E. Dijk
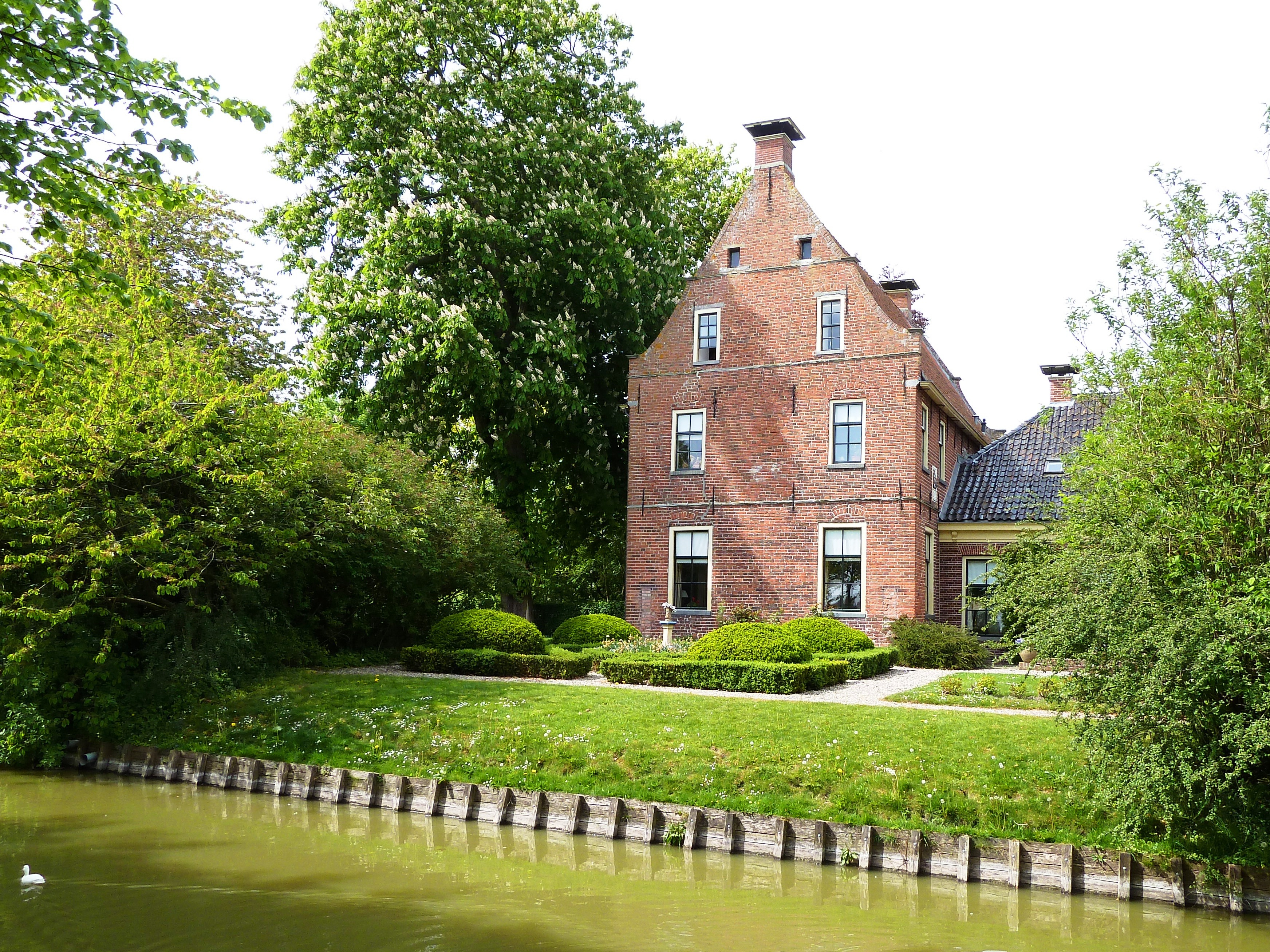
Piloersemaborg

## Geboren
- Cornelis Boelens, boer en burgemeester (Aduard)
- Warmolt Tonckens, burgemeester (Aduard)

## Bekende inwoners
- Jan Bolt (1855-1938), burgemeester van Grootegast
- Daniëlle Bekkering (1976), schaatsster